# لائورا بروسکینی
لائورا بروسکینی (ایتالیایی: Laura Bruschini؛ زادهٔ ۲۶ اوت ۱۹۶۶) بازیکن زن والیبال ساحلی اهل ایتالیا بود.
وی در مسابقات کشوری و بین‌المللی در مجموع برندهٔ ۳ مدال طلا، ۲ مدال برنز شده‌است.